# Bat Boy (Musical)

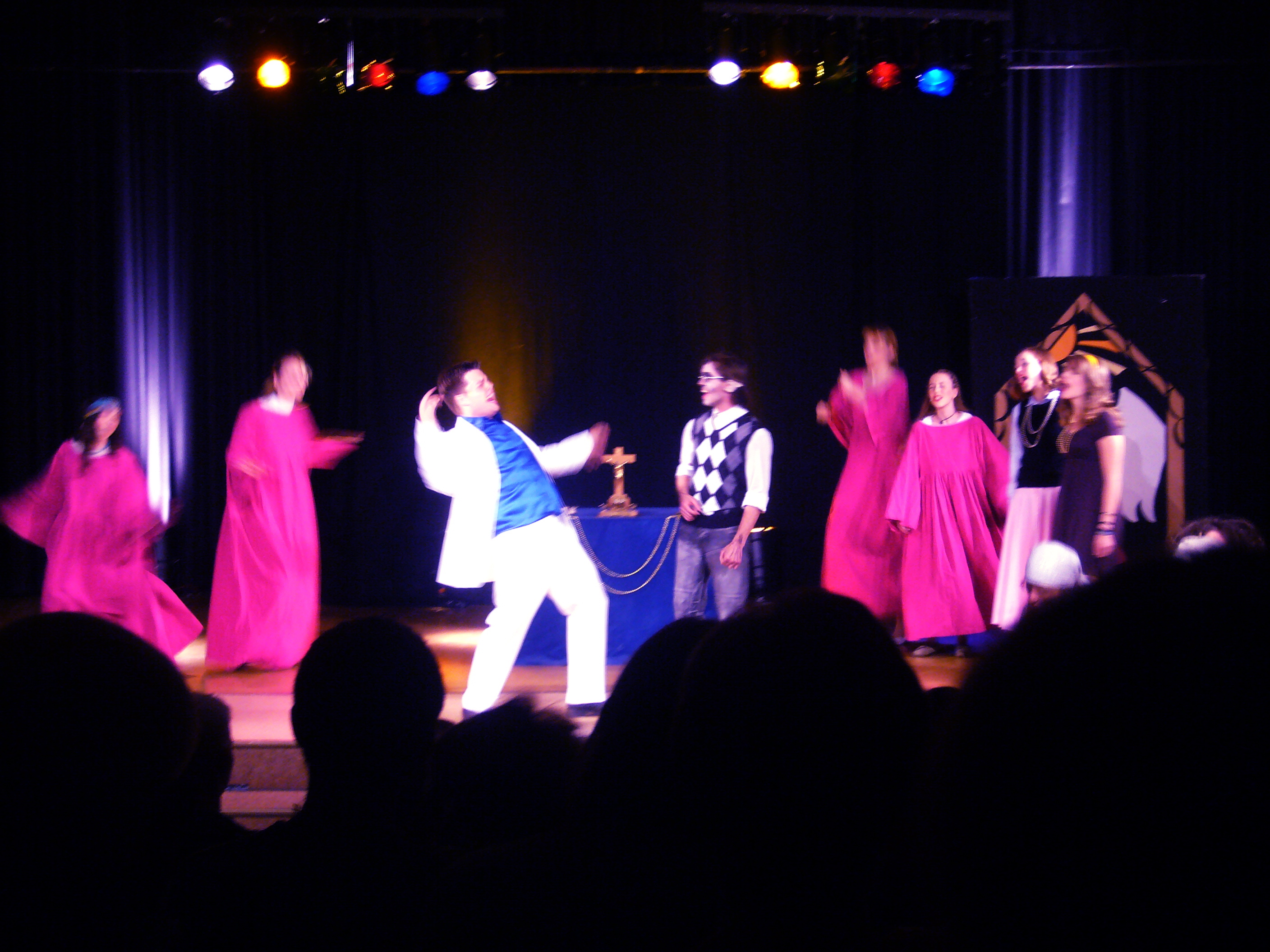
Bat Boy Vorstellung in Wetzlar 2008

Bat Boy ist ein Off-Broadway und Westend Musical. Die Geschichte der amerikanischen Zeitschrift „Weekly World News“ über eine Gestalt halb Mensch, halb Fledermaus, die in einer Höhle gefunden wird, inspirierte Keythe Farley und Brian Flemming dazu, eine Bühnenumsetzung zu entwickeln. Gemeinsam mit dem amerikanischen Komponisten Laurence O’Keefe schrieben sie das Stück, das seine Weltpremiere an Halloween 1997 feierte.
Die Musicalumsetzung unterscheidet sich stark in der Darstellung des Bat Boys von der Meldung der „Weekly World News“ (23. Juni 1992). Im Musical lernt Bat Boy von seiner Familie sprechen, akzeptiert sich selbst als das Geschöpf, das er ist und versucht ein Teil der Gesellschaft zu werden. Die Darstellung der Zeitschrift stellt den Fledermaus-Jungen dagegen durchgängig als wilde und blutrünstige Bestie da.
Das Musical erhielt einige Preise sowie sehr gute Kritiken von der New York Times und der New York Post, die von einer klassisch guten und intelligenten Komödie sprach.

## Geschichte
In einer Höhle werden die Kinder Rick, Ron und Ruthie Taylor von „Bat Boy“ angefallen, einer Mischung aus Fledermaus und Junge. Bat Boy wird gefangen und dem Tierarzt Dr. Parker übergeben, damit er ihn einschläfert. Parkers Frau Meredith jedoch hat Mitleid mit dem armen Wesen und bittet ihren Gatten, ihn in der Familie aufwachsen zu lassen. Dr. Parker willigt ein – in der Hoffnung, in die reichlich zerrüttete Ehe möge die frühere Harmonie und Leidenschaft zurückkehren.
So erhält Bat Boy bei den Parkers daheim Unterricht und lernt Englisch von BBC-Kassetten. Sein erstklassiges Benehmen wird nur hin und wieder von schwer zu unterdrückenden Anfällen von Blutgier getrübt. Nicht zuletzt Parkers Tochter Shelley beobachtet Bat Boys Wandlung von einem gruseligen Haustier zu einem stattlichen jungen Mann mit Wohlwollen. Allerdings: Das Haus verlassen darf Bat Boy mit seinem ungewöhnlichen Erscheinen nicht. Als im Dorf, das von einem mysteriösen Rindersterben heimgesucht wird, eine religiöse Erweckungszeremonie gefeiert werden soll, begehrt Bat Boy auf. Er will sich nicht länger wegschließen lassen und zeigt sich der Menge. Der anfängliche Schrecken wandelt sich schnell in ein allgemeines Freudenfest – bis Dr. Parker erscheint und verkündet, Bat Boys Biss habe Ruthie Taylor getötet. Eine Hetzjagd beginnt. Bat Boy flieht mit Shelley in den Wald, wird aber schließlich gestellt. Um ihn zu retten, enthüllt Meredith Parker widerstrebend ihr schreckliches Geheimnis um Bat Boys Herkunft – aber es ist zu spät, um den blutigen Showdown noch abzuwenden.

## Hintergrund
Am 23. Juni 1992 berichtete das Magazin Weekley World News über die Entdeckung eines Fledermaus-Jungen in einer Höhle in West-Virginia, die in den folgenden Wochen veröffentlichten Artikel wurden von der amerikanischen Öffentlichkeit mit großer Aufmerksamkeit verfolgt. Wie sich erst später herausstellte, war „Bat Boy“ eine Erfindung des Magazins, um das Sinken der Auflage zu stoppen. Im Sommer 1993 erwarben Keythe Farey und Brian Flemming die Bühnenrechte an „Bat Boy“ und schrieben das Buch, welches von O’Keefe mit Liedern im Stil von Rap, Rock, Ballade und Revue versehen wurde.
Die Autoren waren ab 1995 auf der Suche nach einem Produzenten für das Musical, doch alle Theater lehnten das Stück zuerst ab, da es als zu „schrill“ für das breite Publikum galt. Nach einer leichten Überarbeitung fand im Herbst 1997 eine erste Produktion am Actors Gang Theatre in New York statt. Nach dem großen Erfolg in New York am Off-Broadway, fand eine Inszenierung in London statt, für die das Stück weiter überarbeitet wurde.
Die deutsche Erstaufführung fand in München in deutscher Sprache statt, die Inszenierung orientierte sich sehr stark an der ursprünglichen amerikanische Inszenierung, wobei Kritiker die teilweise nicht gelungene Übersetzung beklagten. Nach einem Wechsel des deutschen Verlags und einer starken Überarbeitung durch den Übersetzer fand 2008 die Premiere der neuen Fassung in Wetzlar statt, für die der Regisseur weitere Veränderungen (unter anderem an der Reihenfolge der Szenen und an der Verteilung des Textes auf die Rollen) vornahm, um das Stück für das deutsche Publikum zugänglicher zu machen. Außerdem wurden in Wetzlar zwei Lieder in englischer Sprache gesungen.